# Hermann Theodor Hettner
Hermann Julius Theodor Hettner (Złotoryja, Szilézia, 1821. március 12. – Drezda, 1882. május 29.) német irodalom- és művészettörténész.

## Életútja
Tanulmányait a bölcsészeti és nyelvészeti szakban 1838-42-ben Berlinben, Heidelbergben és Halleban végezte, azután Boroszlóban esztétikára és mű- meg irodalomtörténetre adta magát, hogy ezekben a szemlélet által is támogattassék, 1844-ben Olaszországba utazott. Három évi beható tanulmányozás után visszatért Németországba és 1847-ben Heidelbergban egyetemi magántanár lett. 1851-ben Jenába hívták meg az esztétika tanárának, ahonnan 1852-ben ellátogatott Görögországba. 1885-től a műtörténelem rendes tanára és a történelmi múzeum igazgatója volt. Főműve: Literaturgeschichte des achtzehnten Jahrhunderts (1856-70, 4. kiad. 1881-től 6 kötetben). További irodalomtörténeti művei: Die romantische Schule in ihrem inneren Zusammenhange mit Goethe und Schiller (1850); Das moderne Drama (1852). Azonkívül kiadta Müllernek, a festőnek, és Feuerbachnak munkáit, valamint Forster levélváltását Sömmeringgel (1879). Hettner műtörténelmi dolgozatai: Vorschule zur bildenden Kunst der Alten (1848); Die neapolitancischen Malerschulen; Die Bildwerke der königl. Antikensammlung in Dresden (1856, 3. kiad. 1875); Das königl. Museum der Gipsabgüsse in Dresden (1881, 4. kiad); Italienische Studien zur Geschichte der Renaissance (1879). Hettner néhány kisebb művét özvegye adta ki.
Életrajzát megírta Adolf Stern (1885).